# Saulcy, Schweiz
Saulcy är en ort och kommun i distriktet Delémont i kantonen Jura, Schweiz. Kommunen har 273 invånare (2023).